# اس‌ام‌اس پرویسن (۱۹۰۳)
اس‌ام‌اس پروسن (۱۹۰۳) (به انگلیسی: SMS Preussen (1903)) یک کشتی بود که طول آن ۱۲۷٫۷ متر (۴۱۹ فوت) بود. این کشتی در سال ۱۹۰۳ ساخته شد.